# U-991
Unterseeboot 991 foi um submarino alemão do Tipo VIIC, pertencente a Kriegsmarine que atuou durante a Segunda Guerra Mundial.

## Comandantes
| Comandante            | Data                                    |
| --------------------- | --------------------------------------- |
| Kptlt. Diethelm Balke | 29 de julho de 1943 - 9 de maio de 1945 |

## Subordinação
Durante o seu tempo de serviço, esteve subordinado às seguintes flotilhas:
| Período                                    | Flotilha                                   |
| ------------------------------------------ | ------------------------------------------ |
| 29 de julho de 1943 - 31 de agosto de 1944 | 5. Unterseebootsflottille (treinamento)    |
| 1 de setembro de 1944 - 8 de maio de 1945  | 11. Unterseebootsflottille (serviço ativo) |